# خولنجان (سرده)
خولنجان، قولنجان یا خسرودارو (نام علمی: Alpinia officinarum) گیاهی از خانواده زنجبیلیان است که بومی آسیای جنوب شرقی می‌باشد و کاربرد خوراکی و دارویی دارد به ویژه ریشه و ریزوم آن.
موارد مصرف در بهبود سیاتیک و دردهای مزمن کمر
طبعی گرم و تر دارد

## منبع
1. ↑  «خولنجان». عطاری آنلاین. بایگانی‌شده از اصلی در ۲۶ اوت ۲۰۱۵. دریافت‌شده در ۳ شهریور ۱۳۹۴. ماسرجویه گوید : خولنجان و خسرودارو یکی است.
2. ↑  «گیاه دارویی خولنجان وخواص آن». صنایع غذایی wefood. پارامتر |پیوند= ناموجود یا خالی (کمک); پارامتر |تاریخ بازیابی= نیاز به وارد کردن |پیوند= دارد (کمک)

- Wikipedia contributors, "Alpinia officinarum," Wikipedia, The Free Encyclopedia, https://en.wikipedia.org/w/index.php?title=Alpinia_officinarum&oldid=614615399 (accessed August 25, 2015).